# Chromite
Ne doit pas être confondu avec Chromiste.
La chromite est une espèce minérale du groupe du spinelle, de formule FeCr2O4 (ou FeO·Cr2O3) avec des traces de magnésium, manganèse, zinc et aluminium. Les rares cristaux peuvent atteindre un centimètre. Elle forme une série avec l’hercynite d'une part et avec la magnésiochromite d'autre part.

## Historique de la description et appellations

### Inventeur et étymologie
Décrite en 1797 par Louis-Nicolas Vauquelin et Tassaert mais c'est la description de Wilhelm Karl Ritter von Haidinger en 1845 qui fait référence. L'étymologie dérive de sa composition chimique riche en chrome.

### Topotype
Bastide de la Carrade, Gassin, Var, Provence-Alpes-Côte d'Azur, France.

### Synonymes
- Autunite (Leymerie)
- Beresofite (Simpson)[6]
- Chromoferrite Chapman (1843)
- Chrompicotite (Lacroix, 1910). Etymologie : du métal dominant, le chrome, et dédicace au Naturaliste Picot de Lapeyrouse.
- Donathite (Donath, 1931) décrit à Ramberget, ile d'Hestmona (Hestmannøy, Hestmandö), Rødøy, Norvège[7].
- Eisenchrome (Beudant, 1832)
- Fer chromaté (Haüy, 1801)
- Fer chromaté aluminé (Vauquelin, 1800)
- Fer chromé
- Ferrochromate
- Ferrochromite
- Sidérochrome (Huot, 1841)

## Caractéristiques physico-chimiques

### Variétés et mélanges
- Alumochromite : Chromite riche en aluminium pour un rapport chrome:aluminium de 3:1 à 1:1, de formule idéale Fe(Cr,Al)2O4

Trouvée à 
Kempirsai, Oural, Province d'Aktobe (Aqtöbe Oblysy, Aktubinskaya Oblast'), Kazakhstan
Mine de Saranovskii (Saranovskoe), Gornozavodskii, Permskaya Oblast', Moyen-Oural, Russie
Jasenie, Région de Banská Bystrica, Slovaquie,
Sur la Lune, Mer de la Tranquillité.
- Alumoberezovite
- Berezovskite
- Ferrian Chromite
- Titanian Chromite

### Cristallochimie
La chromite peut être substituée complètement par l'hercynite (FeAl2O4) et par la magnésiochromite (MgCr2O4). Aussi, les cations de Fe sont souvent remplacés par des cations de Mg et les cations de chrome peuvent être substitués par Al.

### Cristallographie
- Paramètres de la maille conventionnelle : {\displaystyle a} = 10,95 Å ; Z = 8 ; V = 584,28 Å3
- Densité calculée = 5,09 g cm−3

## Gîtologie et minéraux associés
La chromite est souvent un minéral accessoire des roches magmatiques et ultrabasiques. Elle est présente dans les roches lunaires ainsi que dans de très nombreuses météorites, sauf dans les chondrites carbonées.
Elle est associée aux minéraux suivants : enstatite, ilménite, magnétite, olivine, pentlandite, plagioclase, pyrrhotite, serpentine.